# Lapač střešních splavenin

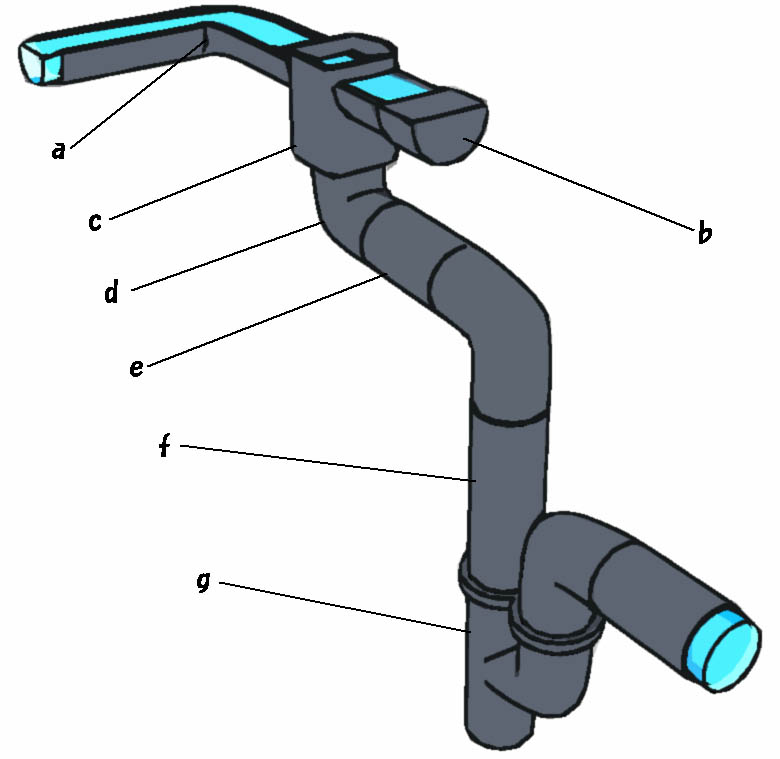

Lapač střešních splavenin (dříve též lapač písku či lapač krytiny) je plastová či litinová část, která se umísťuje na dolní část okapového svodu, zpravidla pod úrovní chodníku, před jeho zaústěním do kanalizace. V české technické literatuře je popsán zejména pražský a plzeňský typ. Jedno z novějších provedení tohoto lapače nese podle svého německého konstruktéra název geiger, počeštěně gajgr. Hlavním prvkem všech typů lapačů je jímací koš (kalová nádoba, kalník), kerý může být buď průtočný (na principu síta), nebo neprůtočný pod úrovní odtoku (u plzeňského typu). Lapač podle svého provedení může zároveň fungovat též jako zápachová uzávěrka neboli sifon okapového svodu. V tom případě brání jak šíření zápachu, tak působení agresivních plynů z kanalizace na kovové potrubí svodu. 

## Historie
Počátek historie tohoto zařízení je kladen do roku 1774, kdy Marie Terezie údajně majitelům domů v Praze nařídila, že roury od okapu musejí být vedeny svisle podél domu a voda z okapu nemá být rozstřikována do ulice.
V minulosti v některých městech byly lapače nečistot povinné, v jiných (například v Brně) naopak nedoporučované, aby kanalizace mohla odvětrávat. Z české minulosti jsou na základě městských předpisů o kanalizaci z roku 1908 známé dva hlavní typy lapačů, pražský a plzeňský. Lapače střešních nečistot se vyráběly buď se zápachovou uzávěrkou, nebo bez zápachové uzávěrky.
V pražském typu byl do prostoru lapače, tvořeného šachtou obdélníkového půdorysu, vkládán koš klínovitého tvaru trojbokého hranolu, směrem dolů se zužující, přičemž boční šikmý plech byl děrovaný, aby jím voda mohla protékat, zatímco ve spodní části koše se hromadily odchycené splaveniny. Lapač byl situován pod úrovní terénu a byl poměrně hluboký, což mělo ten důvod, aby v zimě nezamrzal, víko lapače bylo zhruba v úrovni chodníku nebo o několik centimetrů výše.
Plzeňský typ, popsaný v brněnských skriptech profesorů Vočadla a Syřiště z roku 1913, vypadal jako dvorní vpust zakrytá poklopem, přičemž na dně šachty byl koš na nečistoty a nad košem se do šachty z boku připojovalo potrubí okapového svodu a ve stejné výšce bylo i odtokové potrubí. Spodní část mohla fungovat buď bez zápachové uzávěrky,nebo mohla být provedena též jako zápachová uzávěrka. Koš nemusel být děrovaný, protože jím voda vůbec neprotékala.
Geigerův lapač střešních splavenin byl dalším typem, původ měl v Německu. Jímací koš (kalová nádoba, kalník) válcovitého tvaru byl umístěn poměrně mělce pod povrchem ve středu rozšířeného potrubí kruhového půdorysu, v zaobleném dně a boční stěně měl otvory, příčemž v horní části byly otvory velké, aby sloužily pro přepad vody při zanesení koše. Okapový svod byl nad koš zaústěn z boku, aby byl jímací koš dostupný svisle z úrovně chodníku otvorem, který byl zakryt víčkem. Kvůli obavám ze zamrzání se v Praze tento typ příliš neujal a používal se spíše původní pražský typ. Z Geigerova lapače je odvozen i dnešní typ lapače. Tvary jsou pozměněny, ale princip podobný. Používá se litinové i plastové provedení. V plastové verzi je přepad řešen trubkou ve svislé ose košíku.
Lapače střešních splavenin se obvykle používají jen u vnějších dešťových svodů. Mají totiž netěsné víko, takže při použití na vnitřním svodu mohou vyplavit objekt. Používaly se i těsné lapače pro vnitřní svody, ale ty se neosvědčily, protože jsou náročné na údržbu a čištění, při jejichž zanedbání se potrubí při větších deštích plní do výšky vodou.
České zdroje neuvádějí přesněji, po kterém Geigerovi se jedna z variant lapače jmenuje. V Karlsruhe působila firma Geiger (Geigersche Fabrik, dnes pod názvem Passavant-Geiger), kterou zalžil v roce 1891 Carl Geiger a vyráběla lapače střešních splavenin, zpětné klapky s plovákem, uzavírací klapky, lapáky tuků a přístroje pro dezinfekci odpadních vod. Měla patentovaný lapač středních splavenin s přepadem.   